# Ballana prava
Ballana prava är en insektsart som beskrevs av Delong 1937. Ballana prava ingår i släktet Ballana och familjen dvärgstritar. Inga underarter finns listade i Catalogue of Life.